# Futebol Clube Atlético Cearense
El Futebol Clube Atlético Cearense es un equipo de fútbol de Brasil que juega en el Campeonato Brasileño de Serie D y en el Campeonato Cearense de Serie B.

## Historia
El FC Atlético Cearense fue fundado el 24 de enero de 1982 en la ciudad de Fortaleza, capital de Ceará con el nombre Centro de Treinamento Unicilinic por idea de Vanor Cruz, médico y dueño del Hospital de Clínicas do Ceará - Uniclinic y que también fue directivo del Fortaleza EC. En 1997 se convierte en un equipo profesional y en ese año entró en la segunda división del Campeonato Cearense, donde logró el ascenso a la primera división estatal, donde jugó hasta que descendió en 2008.
Tras varios años en la segunda división estatal regresa al Campeonato Cearense, donde era visto como uno de los equipos más débiles de la temporada, pero queda como finalista de la liga, lo cual le dio la clasificación a la Copa del Nordeste, la Copa de Brasil y el Campeonato Brasileño de Serie D, con lo que participa en competiciones a nivel nacional por primera vez en su historia.
Su primera participación a nivel nacional fue aceptable, ya que fue eliminado en la segunda ronda de la Serie D, en la Copa de Brasil avanzó hasta la tercera ronda y en la copa del Nordeste fue eliminado en la segunda ronda.
En 2018 termina en tercer lugar del Campeonato Cearense, lo cual le da la clasificación al Campeonato Brasileño de Serie D para 2019. El 21 de septiembre de 2018 cambia su nombre por el que tiene actualmente.

## Palmarés
- Campeonato Cearense de Serie B: 1

1997
- Campeonato Cearense de Serie C: 1

2014

## Uniformes
| Local 2016 | Visita 2016 | Tercero 2016 | Local 2013 | Visita 2013 |
| Local 2008 | Visita 2008 |              |            |             |

## Entrenadores
- Luan Carlos (octubre de 2018-junio de 2019)[11][12]
- Raimundo Vágner (julio de 2019-presente)[3]